# Gerhard Schlegel (Historiker)
Gerhard Schlegel (* 30. August 1939 in Lötzen; † 27. März 2023 in Neubrandenburg) war ein deutscher Anästhesist und Kirchenhistoriker.

## Leben
Gerhard Schlegel war der Sohn eines Kaufmanns und wuchs nach der Vertreibung aus seiner ostpreußischen Heimat in der mecklenburgischen Stadt Dargun auf, deren ehemaliges Zisterzienserkloster sein Interesse an Klostergeschichte weckte. 1958 erlangte er das Abitur und arbeitete danach ein Jahr in der Landwirtschaft. Von 1959 bis 1965 studierte er Medizin in Rostock. Nach der Promotion zum Dr. med. 1966 und der Facharztausbildung war er bis 2005 als ambulanter Anästhesist und Rettungsarzt tätig. Er war verheiratet und Vater von drei Kindern.
Schlegel forschte zur Mecklenburger Kirchengeschichte. 2014 erhielt er die Ansgar-Medaille für sein ehrenamtliches Wirken in der Kirchengemeinde und im Katholischen Kirchengeschichtsverein Mecklenburg. Er veröffentlichte rund 55 Publikationen zum Zisterzienser- und Kartäuserorden.

## Schriften (Auswahl)
- Der Einfluß des Betriebssports auf die Morbidität der sporttreibenden Produktionsarbeiter in drei Rostocker Großbetrieben. Rostock 1966, OCLC 831112649 (zugleich Dissertation, Rostock 1966).
- Das Zisterzienserkloster Dargun 1172–1552 (= Studien zur katholischen Bistums- und Klostergeschichte St. Benno-Verlag. Band 22). St. Benno Verlag, Leipzig 1980, OCLC 903331419.
- als Hrsg.: Repertorium der Zisterzen in den Ländern Brandenburg, Mecklenburg-Vorpommern, Sachsen, Sachsen-Anhalt und Thüringen. Eine Dokumentation aus Anlaß des Jubiläums 900 Jahre Abtei Citeaux. Bernardus-Verlag, Langwaden 1998, ISBN 3-910082-60-2.
- als Hrsg. mit James Lester Hogg: Monasticon Cartusiense. Institut für Anglistik und Amerikanistik, Salzburg 2003–2018, OCLC 54880788.
- mit Georg Diederich, Alois Girsule: In Gottes Namen fahren wir. 55 Jahre Wallfahrten nach Dreilützow. Wallfahrten der Mecklenburger im Mittelalter. 2. Auflage, Heinrich-Theissing-Institut, Schwerin 2007, ISBN 3-9810169-4-7.